# Пророчество Берхана
Пророчество Берхана — написанная в XII веке поэма о средневековых Ирландии и Шотландии; труд назван по одному из возможных авторов, аббату Берхану из Клойн Соста.

## Рукописи
Наиболее ранняя сохранившаяся рукопись «Пророчества Берхана» — манускрипт MS 679 (23/G4) — датируется 1722 годом. Она находится в библиотеке Ирландской королевской академии в Дублине. Это копия с утраченного теперь манускрипта 1627 года. Известно и о более ранних рукописях с «Пророчеством Берхана», но они также не сохранились. В свою очередь, с манускрипта MS 679 (23/G4) в Новое время были сделаны несколько копий, бо́льшая часть которых (7 экземпляров) также находится в библиотеке Ирландской королевской академии.
Первое полное издание «Пророчества Берхана» было осуществлено в Эдинбурге в 1867 году У. Ф. Скином.

## Описание
«Пророчество Берхана» состоит из написанных на среднеирландском языке двустрочий (англ. debide stanzas), объединённых в двести шесть четверостиший. Два из них — 128-е и 168-е четверостишия — во всех рукописях повреждены, что свидетельствует о том, что дефектным был уже протограф, с которого были скопированы сохранившиеся рукописи «Пророчества Берхана». Предполагается, что первоначально поэма (или отдельные вошедшие в неё части) была написана на древнеирландском языке, но при одном из копирований рукописи её текст был переведён переписчиком на современный ему среднеирландский язык. Ни в одной из теперь имеющихся рукописей «Пророчества Берхана» поэма не сохранилась полностью: она восстанавливается путём сопоставления её фрагментов в разных манускриптах.
Скорее всего, «Пророчество Берхана» было создано в Ирландии. Наиболее раннее свидетельство о письменном существовании входящих в поэму текстов — 3 четверостишия, содержащиеся в созданной в 1160—1170-х годах «Лейнстерской книге». Возможно, нынешний вид «Пророчество Берхана» обрело не позднее конца XII века. Впервые под нынешним названием поэма была упомянута в составленной в XIV веке «Книге Уа Мане».
Вероятно, современный текст «Пророчества Берхана» является компиляцией трудов живших в разное время нескольких авторов. Создание значительной части поэмы, скорее всего, должно быть отнесено к XI веку. Также установлено, что часть включённых в «Пророчество Берхана» текстов была создана в ещё более раннее время. Об этом свидетельствует неоднократные упоминания в поэме тем, уже не столь актуальных для XI и XII веков как для предшествовавших столетий: междоусобий властителей, нападений викингов, мер для обеспечения безопасности церкви и необходимости в сильной королевской власти. Вероятно, первые четырнадцать четверостиший поэмы сначала были самостоятельным сочинением, так как они тематически не связаны с последующим текстом. Предполагается, что это наиболее ранний по времени создания текст, вошедший в «Пророчество Берхана». Его создание датируют первой половиной IX века. В общем же виде «Пророчество Берхана» составлено из, по крайней мере, четырёх созданных в разное время сочинений: 1. какой-то поэмы об изгнании из Ирландии викингов; 2. списка ирландских правителей; 3. стихов о святых Патрике, Бригитте и Колумбе; 4. списка правителей Шотландии.
Упоминаемые в «Пророчестве Берхана» события часто содержат фактологические и хронологические неточности. Возможно, поэма была занесена в самый ранний из манускриптов не путём списывания с какой-нибудь рукописи, а была внесена туда знавшей её наизусть (и, вероятно, с ошибками) персоной.

## Композиция поэмы
По содержанию «Пророчество Берхана» состоит из двух частей. В первой части (четверостишия 1—96) находится текст, приписываемый жившему в VIII веке святому Берхану из Клойн Соста. О том, что этот ирландский церковный деятель написал книгу пророчеств, упоминается в раннесредневековых агиографических сочинениях: например, в «Мартирологе» Энгуса Клоненахского. В этой части поэмы повествуется об истории аббатства, где жил Берхан, о набегах викингов и о правлении девятнадцати ирландских королей. Имена многих монархов упоминаются только в маргиналиях, но вероятно, такой состав текста существовал ещё в самой первой из рукописей поэмы. Последний (семнадцатый по счёту в списке) из упоминавшихся в маргиналиях монарх — бывший верховным королём Ирландии в 1101—1119 годах Муйрхертах Уа Бриайн; последний (восемнадцатый по счёту в списке) из неназванных по имени королей, которого можно идентифицировать — умерший в 1167 году Тойрделбах мак Диармата Уа Брайн. Последний (девятнадцатый) из королей не может быть идентифицирован, так как автор поэмы относил того к далёкому от него будущему, сообщая, что тот будет править через сто сорок лет после восемнадцатого монарха. Возможно, строфы о последнем короле были добавлены в поэму позднее. Таким образом, скорее всего, эта часть «Пророчества Берхана» была записана в протограф вскоре после 1167 года.
Вторая часть поэмы (четверостишия 97—206) — сочинение анонимного автора, посвятившего свой труд аббату Берхану. Она оформлена как пророчество, сделанное по случаю смерти святого Патрика. В ней содержатся предсказания о святом Колумбе, о короле Дал Риады Айдане и двадцати четырёх правителях Альбы (будущей Шотландии) от взошедшего на престол в 841 году Кеннета I до свергнутого в 1097 году Дональда III. В «Пророчестве Берхана» шотландские монархи не упоминаются по именам и, в отличие от описания ирландских властителей в первой части, в отношении них не используются маргиналии. Однако описание королей поэмы позволяет каждого из них точно отождествить с тем или иным правителем. Упоминание в «Пророчестве Берхана» правивших после Дональда III ещё пяти неназванных по именам шотландских королей также свидетельствует, что композиция этой части поэмы окончательно сложилась в XII веке. Также как и в созданных ранее «Пророчества Берхана» «Хронике королей Альбы» и «Истории народа Альбы», в поэме Кеннет I называется преемником власти королей Дал Риады, а не правителей Пиктии, как это, скорее всего, было в действительности.
«Пророчество Берхана» — произведение общей для Шотландии и Ирландии X—XI веков гэльской культуры. Ранее «Пророчество Берхана» рассматривалось как малоценный исторический источник. Однако позднейшие исследования установили ошибочность такой категоричной оценки этого труда. В настоящее время поэма большинством исследователей считается сочинением, значительно дополняющим сведения других источников о средневековых Ирландии и Шотландии.

## Издания
- The Prophecy of St. Berchan / Skene W. F. — Chronicles of the Picts, Chronicles of the Scots, and other Early Memorials of Scottish History. — Edinburgh: H. M General Register House, 1867. — P. 79—105.
- Prophecy of Berchán / Hudson B. T. — Prophecy of Berchán: Irish and Scottish High-kings of the Early Middle Ages. — Westport, CT: Greenwood Publishing Group, 1996. — P. 21—92. — ISBN 0313295670.